# Schweina
Schweina is een ortsteil en voormalige gemeente in de Duitse deelstaat Thüringen. Schweina raakte op 31 december 2012 zijn zelfstandigheid kwijt en maakt sindsdien deel uit van de vergrote stad Bad Liebenstein in de Wartburgkreis.

## Indeling gemeente
De voormalige gemeente bestond uit de volgende Ortsteile
- Profisch
- Marienthal
- Glücksbrunn